# Ломакін Віталій Анатолійович
Вітал́ій Анато́лійович Лома́кін (1973—2022) — старший солдат Збройних Сил України, учасник російсько-української війни.

## Життєпис
Народився 26 лютого 1973 року в місті Охтирка Сумської області.
Під час підступного нападу російської федерації на територію України свідомо прибув до військової частини та став до лав Збройних Сил України.
Загинув 26 лютого 2022 в районі міста Охтирка.

## Нагороди та вшанування
- Орден «За мужність» III ступеня[1].
- Почесний громадянин міста-героя Охтирки.